# ورزشگاه حسین عونی آکر
ورزشگاه حسین عونی آکر (به ترکی استانبولی: Hüseyin Avni Aker Stadyumu) یک ورزشگاه فوتبال در شهر ترابوزان کشور ترکیه است. که بازی‌های خانگی تیم فوتبال ترابوزان‌اسپور در این ورزشگاه برگزار می‌شود.